# Горловский район (Донецкая область)
Го́рловский райо́н (укр. Го́рлівський райо́н) — де-юре административная единица в Донецкой области Украины, образованная в 2020 году. Административный центр — город Горловка. Территория района не контролируется Украиной, оккупирована Россией с 2014—2015 гг. 

## География
Территория района расположена на северо-востоке области.

## История
17 июля 2020 года Постановлением Верховной Рады «О создании и ликвидации районов» был образован Горловский район, в его состав были включены территории:
- Шахтёрского района,
- Городов областного значения Горловки, Дебальцева, Енакиева, Ждановки, Крестовки, Снежного, Чистякова и Шахтёрска.

## Население
Численность населения района в укрупнённых границах — около 690 600 человек.

## Административное устройство
Район в укрупнённых границах с 17 июля 2020 года делится на 9 городских территориальных общин (громад):
- Горловская городская община (город Горловка),
- Дебальцевская городская община (город Дебальцево),
- Енакиевская городская община (город Енакиево),
- Ждановская городская община (город Ждановка),
- Крестовская городская община (город Крестовка),
- Снежновская городская община (город Снежное),
- Углегорская городская община (город Углегорск),
- Чистяковская городская община (город Чистяково),
- Шахтёрская городская община (город Шахтёрск).

Выборы в общины и в район в целом Украиной из-за их неподконтрольности украинским властям не проводятся Постановлением Верховной рады до «восстановления конституционного строя» и «восстановления полного контроля Украины по государственной границе».